# Effectifs de la Coupe du monde de rugby à XV 2023
Cet article présente les effectifs de la Coupe du monde de rugby à XV 2023 des vingt sélections qui disputent la compétition en France du 8 septembre au 28 octobre 2023. Il s'agit de la dixième édition de cette compétition disputée tous les quatre ans depuis 1987. Chaque équipe donne initialement une liste de trente-trois joueurs. Celle-ci peut-être amendée au fur et à mesure de la compétition si des blessures surviennent.

## Nations qualifiées

### Qualifiés
La France est qualifiée automatiquement, en qualité de pays organisateur. Les douze équipes classées aux trois premières places de leur groupe lors de la Coupe du monde 2019 sont directement qualifiées.
Pour accompagner ces douze nations, World Rugby a défini en juin 2020 un processus de qualification spécifique :
- sept des huit places restantes sont attribuées à l'issue de tournois qualificatifs continentaux et transcontinentaux. Deux équipes sont ainsi qualifiées à l'issue du Championnat international d'Europe de rugby à XV, deux autres à l'issue des tournois de la zone Amériques, une à l'issue de la Coupe d'Afrique, une à l'issue d'un match de qualification pour la zone Océanie et une dernière à la suite du barrage entre une équipe de la zone Océanie et une équipe asiatique.
- en novembre 2022, un tournoi toutes rondes a mis aux prises la troisième meilleure équipe des Amériques, la troisième du championnat international d'Europe, la finaliste de la Coupe d'Afrique et le perdant du barrage Asie-Océanie pour l'ultime chance de qualification.

| Carte                                                            | Amérique du Nord, Antilles et Caraïbes (Rugby Americas North)                                          | Europe (Rugby Europe) | Asie (Asia Rugby) |
| ---------------------------------------------------------------- | --- | --- | ----------------- |
|                                                                  | | France PO Angleterre Écosse Roumanie q : 9e phase finale Géorgie q : 6e phase finale Irlande Italie Pays de Galles Portugal q : 2e phase finale | Japon             |
| Amérique du Sud (Sudamérica Rugby)                               | Océanie (Oceania Rugby)                                                                                | France PO Angleterre Écosse Roumanie q : 9e phase finale Géorgie q : 6e phase finale Irlande Italie Pays de Galles Portugal q : 2e phase finale |                   |
| Argentine Uruguay q : 5e phase finale Chili q : 1re phase finale | Australie Nouvelle-Zélande Fidji : 9e phase finale Samoa q : 9e phase finale Tonga q : 9e phase finale | France PO Angleterre Écosse Roumanie q : 9e phase finale Géorgie q : 6e phase finale Irlande Italie Pays de Galles Portugal q : 2e phase finale |                   |
| Afrique (Rugby Afrique)                                          | Australie Nouvelle-Zélande Fidji : 9e phase finale Samoa q : 9e phase finale Tonga q : 9e phase finale | France PO Angleterre Écosse Roumanie q : 9e phase finale Géorgie q : 6e phase finale Irlande Italie Pays de Galles Portugal q : 2e phase finale |                   |
| Afrique du Sud T : 8e phase finale Namibie q : 7e phase finale   | Australie Nouvelle-Zélande Fidji : 9e phase finale Samoa q : 9e phase finale Tonga q : 9e phase finale | France PO Angleterre Écosse Roumanie q : 9e phase finale Géorgie q : 6e phase finale Irlande Italie Pays de Galles Portugal q : 2e phase finale |                   |

### Délais de présentation des effectifs
Les vingt nations qualifiées pour la compétition ont l'obligation de livrer leur effectif de 33 joueurs à World Rugby au maximum pour le 28 août 2023 à 18 h, rien ne les empêche toutefois de donner leur liste avant cette date,. Après cette date, les équipes peuvent effectuer des changements si des blessures interviennent.

## Poule A

### France
Le 21 août, Fabien Galthié annonce son groupe de 33 joueurs retenus pour la compétition. Anthony Jelonch est bien présent dans la sélection à la suite de sa blessure au ligament croisé survenue fin février, tout comme Cyril Baille qui devrait manquer des matchs de poule. L'absence notable est celle de Romain Ntamack, blessé au ligament croisé du genou gauche lors des matchs de préparation. Une liste de douze réservistes, en cas de blessure, est également nommée, elle comprend : Sébastien Taofifénua, Demba Bamba, Thomas Laclayat, Gaëtan Barlot, Bastien Chalureau, Florian Verhaeghe, Dylan Cretin, Yoan Tanga Mangene, Baptiste Serin, Émilien Gailleton, Ethan Dumortier et Brice Dulin.
Le 1er septembre, le deuxième ligne Paul Willemse déclare forfait à cause d'une déchirure du quadriceps à la cuisse droite, il est remplacé par le réserviste Bastien Chalureau.
| Entraîneur | Entraîneur             | Fabien Galthié                                                                              |
| Avants     | Pilier                 | Dorian Aldegheri, Uini Atonio, Cyril Baille, Sipili Falatea, Jean-Baptiste Gros, Reda Wardi |
| Avants     | Talonneur              | Pierre Bourgarit, Julien Marchand, Peato Mauvaka                                            |
| Avants     | Deuxième ligne         | Bastien Chalureau, Thibaud Flament, Romain Taofifénua, Paul Willemse , Cameron Woki         |
| Avants     | Troisième ligne aile   | Paul Boudehent, François Cros, Anthony Jelonch, Sekou Macalou, Charles Ollivon              |
| Avants     | Troisième ligne centre | Grégory Alldritt                                                                            |
| Arrières   | Demi de mêlée          | Baptiste Couilloud, Antoine Dupont , Maxime Lucu                                            |
| Arrières   | Demi d'ouverture       | Antoine Hastoy, Matthieu Jalibert                                                           |
| Arrières   | Centre                 | Jonathan Danty, Gaël Fickou, Yoram Moefana, Arthur Vincent                                  |
| Arrières   | Ailier                 | Louis Bielle-Biarrey, Damian Penaud, Gabin Villière                                         |
| Arrières   | Arrière                | Melvyn Jaminet, Thomas Ramos                                                                |

### Italie
Le 22 août, la liste des 33 joueurs est dévoilée avec le capitaine Michele Lamaro. Tommaso Menoncello et Edoardo Padovani, qui sont blessés, sont les deux absences notables.
Le 24 septembre, Marco Manfredi est sélectionné pour remplacer Luca Bigi, blessé à un adducteur.
| Entraîneur | Entraîneur             | Kieran Crowley                                                                                 |
| Avants     | Pilier                 | Pietro Ceccarelli, Simone Ferrari, Danilo Fischetti, Ivan Nemer, Marco Riccioni, Federico Zani |
| Avants     | Talonneur              | Luca Bigi , Hame Faiva, Marco Manfredi, Giacomo Nicotera                                       |
| Avants     | Deuxième ligne         | Niccolò Cannone, Dino Lamb, Federico Ruzza, David Sisi                                         |
| Avants     | Troisième ligne aile   | Michele Lamaro , Sebastian Negri, Giovanni Pettinelli, Manuel Zuliani                          |
| Avants     | Troisième ligne centre | Lorenzo Cannone, Toa Halafihi                                                                  |
| Arrières   | Demi de mêlée          | Alessandro Fusco, Alessandro Garbisi, Martin Page-Relo, Stephen Varney                         |
| Arrières   | Demi d'ouverture       | Tommaso Allan, Giacomo Da Re, Paolo Garbisi                                                    |
| Arrières   | Centre                 | Juan Ignacio Brex, Luca Morisi                                                                 |
| Arrières   | Ailier                 | Pierre Bruno, Monty Ioane, Paolo Odogwu                                                        |
| Arrières   | Arrière                | Ange Capuozzo, Lorenzo Pani                                                                    |

### Namibie
Trente-et-un joueurs sont officiellement sélectionnés pour la Coupe du monde le 21 août 2023, auxquels s'ajouteront deux autres joueurs plus tard. Le capitaine de l'équipe est Johan Deysel.
Le 28 août, la liste complète et finale est dévoilée, le talonneur Obert Nortjé (en) et le pilier Haitembu Shikufa sont les deux derniers joueurs qui sont ajoutés à cette dernière.
Le 5 septembre, Helarius Kisting est appelé pour remplacer Chad Plato (en), blessé et forfait pour la compétition.
Le 16 septembre, il est annoncé que Le Roux Malan est forfait pour la suite de la compétition après sa grave blessure à la cheville survenue la veille lors de la deuxième journée. Le lendemain, Lloyd Jacobs est appelé en remplacement.
| Entraîneur | Entraîneur             | Allister Coetzee                                                                               |
| Avants     | Pilier                 | Jason Benade (en), Aranos Coetzee, Desiderius Sethie (en), Haitembu Shikufa, Casper Viviers    |
| Avants     | Talonneur              | Obert Nortjé (en), Louis van der Westhuizen, Torsten van Jaarsveld                             |
| Avants     | Deuxième ligne         | Tiaan de Klerk (en), Adriaan Ludick (en), Mahepisa Tjeriko, Tjiuee Uanivi, Pieter-Jan van Lill |
| Avants     | Troisième ligne aile   | Adriaan Booysen (en), Wian Conradie, Prince ǃGaoseb, Richard Hardwick                          |
| Avants     | Troisième ligne centre | Max Katjijeko, Johan Retief                                                                    |
| Arrières   | Demi de mêlée          | Oela Blaauw, Damian Stevens, Jacques Theron                                                    |
| Arrières   | Demi d'ouverture       | Helarius Kisting, Tiaan Swanepoel, Andre van den Berg (en)                                     |
| Arrières   | Centre                 | Danco Burger, Johan Deysel , Le Roux Malan                                                     |
| Arrières   | Ailier                 | JC Greyling (en), Alcino Izaacs (en), Gerswin Mouton, Chad Plato (en) , Divan Rossouw (en)     |
| Arrières   | Arrière                | Lloyd Jacobs, Cliven Loubser                                                                   |

### Nouvelle-Zélande
Le 7 août 2023, le groupe de 33 joueurs néo-zélandais retenu pour disputer la Coupe du monde est annoncé. L'expérimenté Sam Whitelock est ainsi en lice pour disputer son quatrième mondial. Les principaux absents de la liste des All Blacks sont Joe Moody, Josh Lord, Ethan Blackadder ainsi que Shaun Stevenson.
Le 6 septembre, l'ailier Emoni Narawa déclare forfait pour la compétition. Trois jours plus tard, le troisième ligne Ethan Blackadder est convoqué en remplacement.
| Entraîneur | Entraîneur             | Ian Foster                                                                                    |
| Avants     | Pilier                 | Ethan de Groot, Tyrel Lomax, Fletcher Newell, Nepo Laulala, Ofa Tu'ungafasi, Tamaiti Williams |
| Avants     | Talonneur              | Dane Coles, Samisoni Taukei'aho, Codie Taylor                                                 |
| Avants     | Deuxième ligne         | Scott Barrett, Brodie Retallick, Tupou Vaa'i, Sam Whitelock                                   |
| Avants     | Troisième ligne aile   | Ethan Blackadder, Sam Cane , Shannon Frizell, Luke Jacobson, Dalton Papali'i                  |
| Avants     | Troisième ligne centre | Ardie Savea                                                                                   |
| Arrières   | Demi de mêlée          | Finlay Christie, Cam Roigard, Aaron Smith                                                     |
| Arrières   | Demi d'ouverture       | Beauden Barrett, Damian McKenzie, Richie Mo'unga                                              |
| Arrières   | Centre                 | Jordie Barrett, David Havili, Rieko Ioane, Anton Lienert-Brown                                |
| Arrières   | Ailier                 | Caleb Clarke, Leicester Fainga'anuku, Emoni Narawa , Mark Telea                               |
| Arrières   | Arrière                | Will Jordan                                                                                   |

### Uruguay
Le 21 août, la Fédération uruguayenne dévoile la liste des 33 sélectionnés pour disputer la compétition, Andrés Vilaseca en est le capitaine. Le recordman de sélection Diego Magno est la seule absence majeure.
| Entraîneur | Entraîneur             | Esteban Meneses (en)                                                                            |
| Avants     | Pilier                 | Diego Arbelo (en), Matías Benítez (en), Ignacio Péculo (en), Reinaldo Piussi, Mateo Sanguinetti |
| Avants     | Talonneur              | Facundo Gattas, Germán Kessler, Guillermo Pujadas (en)                                          |
| Avants     | Deuxième ligne         | Felipe Aliaga (en), Ignacio Dotti, Manuel Leindekar, Juan Manuel Rodríguez                      |
| Avants     | Troisième ligne aile   | Manuel Ardao, Lucas Bianchi (en), Santiago Civetta (en), Eric Dosantos (en)                     |
| Avants     | Troisième ligne centre | Carlos Deus (en), Manuel Diana                                                                  |
| Arrières   | Demi de mêlée          | Santiago Álvarez, Santiago Arata, Agustín Ormaechea                                             |
| Arrières   | Demi d'ouverture       | Felipe Berchesi, Felipe Etcheverry                                                              |
| Arrières   | Centre                 | Felipe Arcos Pérez (en), Nicolás Freitas, Tomás Inciarte, Andrés Vilaseca                       |
| Arrières   | Ailier                 | Juan Manuel Alonso, Baltazar Amaya, Bautista Basso (en), Ignacio Facciolo                       |
| Arrières   | Arrière                | Gastón Mieres, Rodrigo Silva                                                                    |

## Poule B

### Afrique du Sud
Le 8 août, le sélectionneur Jacques Nienaber annonce son groupe de trente-trois joueurs pour la défense de leur titre de champion du monde 2019. Plusieurs joueurs cadres sont indisponibles et manquent à l'appel tels que : Lukhanyo Am (blessure au genou), Lood de Jager (infection de la poitrine) et Handré Pollard (blessure au mollet). Le capitaine, Siya Kolisi fait son retour de blessure juste à temps.
Le 14 septembre, Malcolm Marx déclare forfait pour le reste de la Coupe du monde à la suite d'une blessure aux ligaments d'un genou. Trois jours plus tard, bien qu'il n'évolue pas au même poste, Handré Pollard est appelé en remplacement.
Le 2 octobre, Makazole Mapimpi est contraint de déclarer forfait pour le reste de la compétition, il est remplacé par Lukhanyo Am.
| Entraîneur | Entraîneur             | Jacques Nienaber                                                                |
| Avants     | Pilier                 | Steven Kitshoff, Vincent Koch, Frans Malherbe, Ox Nché, Trevor Nyakane          |
| Avants     | Talonneur              | Bongi Mbonambi, Malcolm Marx                                                    |
| Avants     | Deuxième ligne         | Eben Etzebeth, Jean Kleyn, Franco Mostert, Marvin Orie, RG Snyman               |
| Avants     | Troisième ligne aile   | Pieter-Steph du Toit, Deon Fourie, Siya Kolisi , Kwagga Smith, Marco van Staden |
| Avants     | Troisième ligne centre | Duane Vermeulen, Jasper Wiese                                                   |
| Arrières   | Demi de mêlée          | Faf de Klerk, Jaden Hendrikse, Cobus Reinach, Grant Williams                    |
| Arrières   | Demi d'ouverture       | Manie Libbok, Handré Pollard, Damian Willemse                                   |
| Arrières   | Centre                 | Damian de Allende, Lukhanyo Am, André Esterhuizen, Jesse Kriel                  |
| Arrières   | Ailier                 | Kurt-Lee Arendse, Cheslin Kolbe, Makazole Mapimpi , Canan Moodie                |
| Arrières   | Arrière                | Willie le Roux                                                                  |

### Écosse
Le 16 août 2023, Gregor Townsend annonce le groupe de joueurs sélectionnés pour le Mondial avec Jamie Ritchie en tant que capitaine. Les principales absences sont celles de Stuart McInally, qui arrête donc sa carrière, et de Stuart Hogg qui a pris sa retraite peu de temps avant la compétition.
Le 14 septembre, David Cherry est contraint de déclarer forfait pour la Coupe du monde après une chute dans les escaliers de l'hôtel où les écossais résident. Il est remplacé par Stuart McInally qui a participé à la préparation.
Le 24 septembre, Stuart McInally doit déclarer forfait pour le reste de la compétition après une blessure au cou, il est remplacé par Johnny Matthews.
| Entraîneur | Entraîneur             | Gregor Townsend                                                                          |
| Avants     | Pilier                 | Jamie Bhatti, Zander Fagerson, WP Nel, Pierre Schoeman, Javan Sebastian, Rory Sutherland |
| Avants     | Talonneur              | Ewan Ashman, David Cherry , Johnny Matthews, Stuart McInally , George Turner             |
| Avants     | Deuxième ligne         | Scott Cummings, Grant Gilchrist, Richie Gray, Sam Skinner                                |
| Avants     | Troisième ligne aile   | Luke Crosbie, Rory Darge, Jamie Ritchie , Hamish Watson                                  |
| Avants     | Troisième ligne centre | Jack Dempsey, Matt Fagerson                                                              |
| Arrières   | Demi de mêlée          | George Horne, Ali Price, Ben White                                                       |
| Arrières   | Demi d'ouverture       | Ben Healy, Finn Russell                                                                  |
| Arrières   | Centre                 | Chris Harris, Huw Jones, Cameron Redpath, Sione Tuipulotu                                |
| Arrières   | Ailier                 | Darcy Graham, Kyle Steyn, Duhan van der Merwe                                            |
| Arrières   | Arrière                | Blair Kinghorn, Ollie Smith                                                              |

### Irlande
Le 27 août, Andy Farrell dévoile son groupe de 33 joueurs, Jonathan Sexton en est le capitaine. La principale absence à déplorer est celle du pilier Cian Healy (125 sélections) blessé la veille de l'annonce de la liste.
| Entraîneur | Entraîneur             | Andy Farrell                                                                               |
| Avants     | Pilier                 | Finlay Bealham, Tadhg Furlong, David Kilcoyne, Jeremy Loughman, Tom O'Toole, Andrew Porter |
| Avants     | Talonneur              | Rob Herring, Rónan Kelleher, Dan Sheehan                                                   |
| Avants     | Deuxième ligne         | Tadhg Beirne, Iain Henderson, Joe McCarthy, James Ryan                                     |
| Avants     | Troisième ligne aile   | Ryan Baird, Peter O'Mahony, Josh van der Flier                                             |
| Avants     | Troisième ligne centre | Jack Conan, Caelan Doris                                                                   |
| Arrières   | Demi de mêlée          | Craig Casey, Jamison Gibson-Park, Conor Murray                                             |
| Arrières   | Demi d'ouverture       | Ross Byrne, Jack Crowley, Jonathan Sexton                                                  |
| Arrières   | Centre                 | Bundee Aki, Robbie Henshaw, Stuart McCloskey, Garry Ringrose                               |
| Arrières   | Ailier                 | Keith Earls, Mack Hansen, James Lowe                                                       |
| Arrières   | Arrière                | Hugo Keenan, Jimmy O'Brien                                                                 |

### Roumanie
Le 16 août 2023, le sélectionneur roumain annonce les trente-trois joueurs retenus pour la Coupe du monde. Cristian Chirică est le capitaine de la sélection.
Le 28 août, Mihai Macovei, Mihai Mureșan (en) et Paul Popoaia (en) déclarent forfait pour la compétition, ils sont remplacés par André Gorin, Sioeli Lama (en) et Taliauli Sikuea (en).
Le 26 septembre, Taylor Gontineac, Gabriel Pop (en) et Hinckley Vaovasa (en) sont forfaits pour le reste de la compétition après des blessures, ils sont remplacés par Mihai Graure, Alexandru Bucur (en) et Luca Nichitean.
| Entraîneur | Entraîneur             | Eugen Apjok (en)                                                                                               |
| Avants     | Pilier                 | Costel Burțilă, Thomas Crețu, Gheorghe Gajion, Alexandru Gordaș, Iulian Hartig (en), Alexandru Savin (en)      |
| Avants     | Talonneur              | Florin Bărdașu (en), Ovidiu Cojocaru (en), Rob Irimescu                                                        |
| Avants     | Deuxième ligne         | Ștefan Iancu (en), Marius Iftimiciuc, Adrian Moțoc                                                             |
| Avants     | Troisième ligne aile   | Cristi Boboc (en), Mihai Macovei , Vlad Neculau (en), Florian Roșu (en), Dragoș Ser (en), Damian Strătilă (en) |
| Avants     | Troisième ligne centre | Cristian Chirică , André Gorin                                                                                 |
| Arrières   | Demi de mêlée          | Alin Conache (en), Gabriel Rupanu (en), Florin Surugiu (en)                                                    |
| Arrières   | Demi d'ouverture       | Tudor Boldor (en), Mihai Mureșan (en) , Luca Nichitean, Gabriel Pop (en)                                       |
| Arrières   | Centre                 | Alexandru Bucur (en), Taylor Gontineac , Mihai Graure, Tevita Manumua (en), Jason Tomane (en)                  |
| Arrières   | Ailier                 | Nicolas Onuțu, Taliauli Sikuea (en), Marius Simionescu (en), Fonovai Tangimana (en)                            |
| Arrières   | Arrière                | Sioeli Lama (en), Paul Popoaia (en) , Hinckley Vaovasa (en)                                                    |

### Tonga
Le 21 août 2023, le sélectionneur tongien Toutai Kefu dévoile une liste de 32 joueurs sélectionnés pour disputer la compétition, un joueur sera appelé en plus par la suite pour clore la liste de 33 joueurs. L'ancien Wallaby Israel Folau, blessé au genou, est le principal absent de la liste. Le 30 août, le deuxième ligne Leva Fifita est appelé comme 33e joueur, et complète l'effectif tongien.
Le 19 septembre, il est annoncé que Feao Fotuaika et Otumaka Mausia (en) déclarent forfait, ils sont respectivement remplacés par Siate Tokolahi et Patrick Pellegrini.
Trois jours plus tard, Solomone Funaki (en) déclare lui aussi forfait à son tour, il est remplacé par Penitoa Finau.
Le 29 septembre, le talonneur Sione Anga'aelangi est convoqué pour remplacer Siua Maile blessé.
| Entraîneur | Entraîneur             | Toutai Kefu |
| Avants     | Pilier                 | Joe 'Apikotoa, Siegfried Fisi'ihoi, Feao Fotuaika , Tau Koloamatangi, Paula Latu (en), Ben Tameifuna, Siate Tokolahi |
| Avants     | Talonneur              | Sione Anga'aelangi, Siua Maile , Sam Moli, Paula Ngauamo                                                             |
| Avants     | Deuxième ligne         | Adam Coleman, Leva Fifita, Sam Lousi, Steve Mafi                                                                     |
| Avants     | Troisième ligne aile   | Penitoa Finau, Solomone Funaki (en) , Tanginoa Halaifonua, Sione Havili Talitui, Semisi Paea (en)                    |
| Avants     | Troisième ligne centre | Vaea Fifita, Sione Vailanu                                                                                           |
| Arrières   | Demi de mêlée          | Manu Paea, Augustine Pulu, Sonatane Takulua                                                                          |
| Arrières   | Demi d'ouverture       | William Havili, Otumaka Mausia (en) , Patrick Pellegrini                                                             |
| Arrières   | Centre                 | Pita Ahki, Malakai Fekitoa, George Moala, Afusipa Taumoepeau                                                         |
| Arrières   | Ailier                 | Fine Inisi, Solomone Kata, Kyren Taumoefolau, Anzelo Tuitavuki                                                       |
| Arrières   | Arrière                | Charles Piutau |

## Poule C

### Australie
Le 10 août, le sélectionneur australien Eddie Jones dévoile lui aussi son groupe de joueurs retenus. Il nomme Will Skelton capitaine. Les joueurs Michael Hooper (ex-capitaine) et Quade Cooper font partie des grands absents notamment, tout comme Allan Alaalatoa qui s'est blessé lors du Rugby Championship 2023.
Le 20 septembre, Max Jorgensen, plus jeune joueur de la compétition, est contraint de déclarer forfait pour le reste de la compétition après une fracture du péroné.
| Entraîneur | Entraîneur             | Eddie Jones                                                                              |
| Avants     | Pilier                 | Angus Bell, Pone Fa'amausili, Zane Nonggorr, Blake Schoupp, James Slipper, Taniela Tupou |
| Avants     | Talonneur              | Matt Faessler, David Porecki, Jordan Uelese                                              |
| Avants     | Deuxième ligne         | Richie Arnold, Nick Frost, Matt Philip, Will Skelton                                     |
| Avants     | Troisième ligne aile   | Tom Hooper, Josh Kemeny, Rob Leota, Fraser McReight                                      |
| Avants     | Troisième ligne centre | Langi Gleeson, Rob Valetini                                                              |
| Arrières   | Demi de mêlée          | Issak Fines-Leleiwasa, Tate McDermott, Nic White                                         |
| Arrières   | Demi d'ouverture       | Ben Donaldson, Carter Gordon                                                             |
| Arrières   | Centre                 | Lalakai Foketi, Samu Kerevi, Izaia Perese, Jordan Petaia                                 |
| Arrières   | Ailier                 | Marika Koroibete, Mark Nawaqanitawase, Suliasi Vunivalu                                  |
| Arrières   | Arrière                | Max Jorgensen , Andrew Kellaway                                                          |

### Fidji
Le 8 août, le sélectionneur Simon Raiwalui dévoile son groupe de trente-trois joueurs retenus. Waisea Nayacalevu en est le capitaine. Les absences notables sont celles de Peceli Yato, qui a quitté la sélection de son plein gré, du demi d'ouverture Ben Volavola, choix du staff, ainsi que le deuxième ligne Api Ratuniyarawa pour des raisons personnelles. Et à moindre mesure celles de Vilimoni Botitu et Kitione Kamikamica, tous deux pensionnaires du Top 14.
Le 6 septembre, l'ouvreur titulaire durant les matchs de préparation, Caleb Muntz, déclare forfait pour la compétition. Vilimoni Botitu est appelé en remplacement.
Le 26 septembre, le pilier Jone Koroiduadua est forfait pour le reste de la compétition, il est remplacé par Emosi Tuqiri.
Le 9 octobre, Temo Mayanavanua se blesse lors du dernier match de poules et est forfait pour le reste de la compétition, il est remplacé par Api Ratuniyarawa.
| Entraîneur | Entraîneur             | Simon Raiwalui                                                                                    |
| Avants     | Pilier                 | Mesake Doge, Jone Koroiduadua , Eroni Mawi, Peni Ravai, Luke Tagi, Samu Tawake (en), Emosi Tuqiri |
| Avants     | Talonneur              | Tevita Ikanivere, Sam Matavesi, Zuriel Togiatama                                                  |
| Avants     | Deuxième ligne         | Te Ahiwaru Cirikidaveta, Temo Mayanavanua , Isoa Nasilasila, Api Ratuniyarawa                     |
| Avants     | Troisième ligne aile   | Levani Botia, Meli Derenalagi, Vilive Miramira, Lekima Tagitagivalu                               |
| Avants     | Troisième ligne centre | Viliame Mata, Albert Tuisue                                                                       |
| Arrières   | Demi de mêlée          | Simione Kuruvoli, Frank Lomani, Peni Matawalu                                                     |
| Arrières   | Demi d'ouverture       | Caleb Muntz , Teti Tela                                                                           |
| Arrières   | Centre                 | Vilimoni Botitu, Iosefo Masi, Waisea Nayacalevu , Semi Radradra, Kalaveti Ravouvou, Josua Tuisova |
| Arrières   | Ailier                 | Vinaya Habosi, Selestino Ravutaumada, Jiuta Wainiqolo                                             |
| Arrières   | Arrière                | Ilaisa Droasese, Sireli Maqala                                                                    |

### Pays de Galles
Le 21 août 2023, le groupe des 33 est annoncé, avec deux jeunes joueurs co-capitaines : le talonneur Dewi Lake (24 ans, 9 sélections) et le troisième ligne Jac Morgan (23 ans, 11 sélections). Les absences notables sont celles de Ken Owens (91 sélections) qui s'est blessé pendant la préparation et était le capitaine pendant le Tournoi des Six Nations 2023, Alun-Wyn Jones (158 sélections) ancien capitaine emblématique, détenteur du record de matchs internationaux avec la sélection galloise qui a pris sa retraite internationale peu de temps après le Tournoi des Six Nations, tout comme Justin Tipuric (93 sélections).
Le 7 octobre, le troisième ligne centre titulaire Taulupe Faletau se fracture l'avant-bras lors du dernier match de poule, il est forfait pour le reste de la compétition. Après le forfait de ce dernier, Warren Gatland décide de convoquer Kieran Hardy, demi de mêlée, pour compléter son groupe.
| Entraîneur | Entraîneur             | Warren Gatland                                                                           |
| Avants     | Pilier                 | Corey Domachowski, Tomas Francis, Dillon Lewis, Gareth Thomas, Henry Thomas, Nicky Smith |
| Avants     | Talonneur              | Elliot Dee, Ryan Elias, Dewi Lake                                                        |
| Avants     | Deuxième ligne         | Adam Beard, Dafydd Jenkins, Will Rowlands, Christ Tshiunza                               |
| Avants     | Troisième ligne aile   | Taine Basham, Dan Lydiate, Jac Morgan , Tommy Reffell, Aaron Wainwright                  |
| Avants     | Troisième ligne centre | Taulupe Faletau                                                                          |
| Arrières   | Demi de mêlée          | Gareth Davies, Kieran Hardy, Tomos Williams                                              |
| Arrières   | Demi d'ouverture       | Gareth Anscombe, Dan Biggar, Sam Costelow                                                |
| Arrières   | Centre                 | Mason Grady, George North, Nick Tompkins, Johnny Williams                                |
| Arrières   | Ailier                 | Josh Adams, Rio Dyer, Louis Rees-Zammit                                                  |
| Arrières   | Arrière                | Leigh Halfpenny, Liam Williams                                                           |

### Géorgie
Le 28 août, Levan Maisashvili (en) est le dernier sélectionneur à dévoiler son groupe de 33 sélectionnés.
Le 26 septembre, Otar Giorgadze est convoqué pour remplacer Beka Gorgadze blessé. Plus tard le même jour, Luka Japaridze est lui aussi forfait, il est remplacé par Irakli Aptsiauri.
Le 2 octobre, trois joueurs déclarent eux aussi forfait, Lasha Jaiani, Mirian Modebadze et Tengiz Zamtaradze (en), ils sont respectivement remplacés par Mikheil Babunashvili (en), Otar Lashkhi (en) et Vano Karkadze.
| Entraîneur | Entraîneur             | Levan Maisashvili (en) |
| Avants     | Pilier                 | Nika Abuladze, Irakli Aptsiauri, Beka Gigashvili, Guram Gogichashvili, Luka Japaridze , Mikheil Nariashvili, Guram Papidze |
| Avants     | Talonneur              | Vano Karkadze, Shalva Mamukashvili, Luka Nioradze, Tengiz Zamtaradze (en)                                                  |
| Avants     | Deuxième ligne         | Mikheil Babunashvili (en), Lado Chachanidze, Nodar Cheishvili, Lasha Jaiani , Konstantin Mikautadze                        |
| Avants     | Troisième ligne aile   | Mikheil Gachechiladze, Luka Ivanishvili (en), Giorgi Tsutskiridze, Beka Saghinadze                                         |
| Avants     | Troisième ligne centre | Otar Giorgadze, Beka Gorgadze , Tornike Jalagonia                                                                          |
| Arrières   | Demi de mêlée          | Gela Aprasidze, Vasil Lobzhanidze, Tengiz Peranidze (en)                                                                   |
| Arrières   | Demi d'ouverture       | Tedo Abzhandadze, Luka Matkava                                                                                             |
| Arrières   | Centre                 | Tornike Kakhoidze, Giorgi Kveseladze, Merab Sharikadze , Demur Tapladze                                                    |
| Arrières   | Ailier                 | Otar Lashkhi (en), Mirian Modebadze , Akaki Tabutsadze, Alexander Todua                                                    |
| Arrières   | Arrière                | Lasha Khmaladze, Davit Niniashvili                                                                                         |

### Portugal
Le 28 août, le Portugal dévoile sa liste de 33 joueurs sélectionnés pour la Coupe du monde, dix-sept joueurs évoluent en France.
| Entraîneur | Entraîneur             | Patrice Lagisquet                                                                                              |
| Avants     | Pilier                 | Anthony Alvès, Francisco Bruno, David Costa, Francisco Fernandes, Diogo Hasse Ferreira, António Machado Santos |
| Avants     | Talonneur              | Lionel Campergue, Duarte Diniz, Mike Tadjer                                                                    |
| Avants     | Deuxième ligne         | Martim Belo, Steevy Cerqueira, José Madeira, Duarte Torgal                                                     |
| Avants     | Troisième ligne aile   | João Granate, Nicolas Martins, David Wallis                                                                    |
| Avants     | Troisième ligne centre | Thibault de Freitas, Manuel Picão, Rafael Simões                                                               |
| Arrières   | Demi de mêlée          | João Belo, Pedro Lucas (en), Samuel Marques                                                                    |
| Arrières   | Demi d'ouverture       | Joris Moura, Jerónimo Portela                                                                                  |
| Arrières   | Centre                 | Tomás Appleton , Pedro Bettencourt, José Lima                                                                  |
| Arrières   | Ailier                 | Manuel Cardoso Pinto, Rodrigo Marta, Vincent Pinto, Raffaele Storti                                            |
| Arrières   | Arrière                | Simão Bento, Nuno Sousa Guedes                                                                                 |

## Poule D

### Angleterre
Le 7 août 2023, Steve Borthwick nomme son groupe de trente-trois joueurs retenus pour la compétition. Owen Farrell est le capitaine de la sélection. Les principales absences sont Joe Cokanasiga, Alex Dombrandt, Henry Slade et Mako Vunipola,.
Le 14 août, Jack van Poortvliet est contraint de déclarer forfait après une blessure contractée à la cheville lors d'un test match de préparation, il est alors remplacé par Alex Mitchell.
Le 24 août, un second joueur anglais déclare forfait pour la compétition en la personne de Anthony Watson (touché au mollet) qui est remplacé par Jonny May.
Le 5 octobre, le troisième ligne Jack Willis est forfait pour le reste de la compétition. Sam Underhill est appelé en remplacement.
| Entraîneur | Entraîneur             | Steve Borthwick                                                           |
| Avants     | Pilier                 | Dan Cole, Ellis Genge, Joe Marler, Bevan Rodd, Kyle Sinckler, Will Stuart |
| Avants     | Talonneur              | Theo Dan, Jamie George, Jack Walker                                       |
| Avants     | Deuxième ligne         | Ollie Chessum, Maro Itoje, George Martin, David Ribbans                   |
| Avants     | Troisième ligne aile   | Tom Curry, Courtney Lawes, Lewis Ludlam, Sam Underhill, Jack Willis       |
| Avants     | Troisième ligne centre | Ben Earl, Billy Vunipola                                                  |
| Arrières   | Demi de mêlée          | Danny Care, Alex Mitchell, Jack van Poortvliet , Ben Youngs               |
| Arrières   | Demi d'ouverture       | Owen Farrell , George Ford, Marcus Smith                                  |
| Arrières   | Centre                 | Ollie Lawrence, Joe Marchant, Manu Tuilagi                                |
| Arrières   | Ailier                 | Henry Arundell, Max Malins, Jonny May, Anthony Watson                     |
| Arrières   | Arrière                | Elliot Daly, Freddie Steward                                              |

### Argentine
Michael Cheika dévoile son groupe de joueurs sélectionnés pour la Coupe du monde. Les principaux absents sont Santiago Cordero et Bautista Delguy.
Le 22 août, le pilier Nahuel Tetaz Chaparro déclare forfait pour la compétition après avoir subi une rupture du tendon d'Achille gauche.
Le 28 août, c'est au tour du troisième ligne Santiago Grondona de déclarer forfait pour la compétition, il est remplacé par Joaquín Oviedo.
Le 31 août, Mayco Vivas est sélectionné définitivement pour remplacer Nahuel Tetaz Chaparro.
Le 9 octobre, Pablo Matera est forfait pour le reste de la compétition après une blessure lors du dernier match de poules, Lucas Paulos est convoqué pour le remplacer.
| Entraîneur | Entraîneur             | Michael Cheika                                                                                        |
| Avants     | Pilier                 | Eduardo Bello, Thomas Gallo, Francisco Gómez Kodela, Joel Sclavi, Nahuel Tetaz Chaparro , Mayco Vivas |
| Avants     | Talonneur              | Agustín Creevy, Julián Montoya , Ignacio Ruiz                                                         |
| Avants     | Deuxième ligne         | Matías Alemanno, Tomás Lavanini, Guido Petti Pagadizábal, Lucas Paulos, Pedro Rubiolo                 |
| Avants     | Troisième ligne aile   | Juan Martín González, Santiago Grondona , Marcos Kremer, Pablo Matera , Joaquín Oviedo                |
| Avants     | Troisième ligne centre | Rodrigo Bruni, Facundo Isa                                                                            |
| Arrières   | Demi de mêlée          | Lautaro Bazán, Gonzalo Bertranou, Tomás Cubelli                                                       |
| Arrières   | Demi d'ouverture       | Santiago Carreras, Nicolás Sánchez                                                                    |
| Arrières   | Centre                 | Santiago Chocobares, Lucio Cinti, Jerónimo de la Fuente, Matías Moroni                                |
| Arrières   | Ailier                 | Mateo Carreras, Juan Imhoff, Rodrigo Isgró                                                            |
| Arrières   | Arrière                | Emiliano Boffelli, Martín Bogado, Juan Cruz Mallía                                                    |

### Chili
Le 15 août 2023, le sélectionneur Pablo Lemoine dévoile un premier groupe de trente joueurs pour disputer le mondial, Martín Sigren est le capitaine de la sélection. Trois autres joueurs doivent être appelés pour compléter le groupe.
Le 28 août, les trois joueurs supplémentaires convoqués sont dévoilés : Nicolás Herreros, Vittorio Lastra et Thomas Orchard sont également sélectionnés.
Le 8 septembre, Nicolás Garafulic (en) déclare forfait, il est remplacé par Cristóbal Game.
| Entraîneur | Entraîneur             | Pablo Lemoine                                                                                            |
| Avants     | Pilier                 | Javier Carrasco, Matías Dittus, Iñaki Gurruchaga, Esteban Inostroza, Vittorio Lastra, Salvador Lues (en) |
| Avants     | Talonneur              | Augusto Böhme (en), Tomás Dussaillant, Diego Escobar                                                     |
| Avants     | Deuxième ligne         | Javier Eissmann, Pablo Huete, Santiago Pedrero, Augusto Sarmiento                                        |
| Avants     | Troisième ligne aile   | Raimundo Martínez (en), Thomas Orchard, Clemente Saavedra, Martín Sigren , Ignacio Silva (en)            |
| Avants     | Troisième ligne centre | Alfonso Escobar                                                                                          |
| Arrières   | Demi de mêlée          | Lukas Carvallo, Nicolás Herreros, Marcelo Torrealba, Benjamín Videla                                     |
| Arrières   | Demi d'ouverture       | Rodrigo Fernández, Francisco Urroz                                                                       |
| Arrières   | Centre                 | Matías Garafulic (en), José Larenas, Domingo Saavedra (en)                                               |
| Arrières   | Ailier                 | Pablo Casas, Cristóbal Game, Nicolás Garafulic (en) , Francisco Velarde, Santiago Videla                 |
| Arrières   | Arrière                | Iñaki Ayarza                                                                                             |

### Japon
Le 15 août 2023, Jamie Joseph annonce une pré-liste de trente joueurs, amenées à être renforcé par trois joueurs avant le 21 août, pour la compétition. Kazuki Himeno est nommé capitaine. Le 18 août 2023, il est annoncé que James Moore est contraint de déclarer forfait, et que Uwe Helu, Warner Dearns, Amanaki Saumaki et Lappies Labuschagné rejoignent l'effectif, validant ainsi une liste définitive de trente-trois joueurs.
Le 28 août, il est annoncé que Shogo Nakano et Uwe Helu quittent le groupe au profit d'Amato Fakatava et Kanji Shimokawa (en), aucune raison n'est évoquée pour ces changements.
Le 19 septembre, Semisi Masirewa déclare forfait pour la suite de la compétition après une blessure, il est remplacé par Ryohei Yamanaka.
| Entraîneur | Entraîneur             | Jamie Joseph                                                                                           |
| Avants     | Pilier                 | Sione Halasili (en), Keita Inagaki, Koo Ji-won, Shinnosuke Kakinaga (en), Craig Millar, Asaeli Ai Valu |
| Avants     | Talonneur              | Shota Horie, Kosuke Horikoshi (en), Atsushi Sakate                                                     |
| Avants     | Deuxième ligne         | Jack Cornelsen, Warner Dearns, Amato Fakatava                                                          |
| Avants     | Troisième ligne aile   | Shota Fukui, Ben Gunter, Lappies Labuschagné, Michael Leitch, Kanji Shimokawa (en)                     |
| Avants     | Troisième ligne centre | Kazuki Himeno , Amanaki Saumaki                                                                        |
| Arrières   | Demi de mêlée          | Kenta Fukuda, Yutaka Nagare, Naoto Saito                                                               |
| Arrières   | Demi d'ouverture       | Rikiya Matsuda, Jumpei Ogura, Lee Seung-Sin                                                            |
| Arrières   | Centre                 | Ryoto Nakamura, Tomoki Osada, Dylan Riley                                                              |
| Arrières   | Ailier                 | Siosaia Fifita, Lomano Lemeki, Jone Naikabula (en)                                                     |
| Arrières   | Arrière                | Semisi Masirewa , Kotaro Matsushima, Ryohei Yamanaka                                                   |

### Samoa
Le 6 août 2023, Seilala Mapusua est le premier sélectionneur à dévoiler une liste de 32 joueurs sélectionnés pour disputer la compétition, un joueur sera appelé en plus par la suite pour clore la liste de 33 joueurs. Michael Alaalatoa et Chris Vui sont nommés co-capitaines.
Le 2 septembre, James Lay est le trente-troisième joueur convoqué.
Le 19 septembre, Ray Niuia est convoqué pour remplacer Luteru Tolai, blessé pour le reste de la compétition.
| Entraîneur | Entraîneur             | Seilala Mapusua                                                             |
| Avants     | Pilier                 | Michael Alaalatoa , Paul Alo-Emile, Charlie Faumuina, James Lay, Jordan Lay |
| Avants     | Talonneur              | Seilala Lam, Sama Malolo, Ray Niuia, Luteru Tolai                           |
| Avants     | Deuxième ligne         | Brian Alainu'uese, Theo McFarland, Sam Slade, Chris Vui                     |
| Avants     | Troisième ligne aile   | Miracle Fai'ilagi, Steven Luatua, Alamanda Motuga, Taleni Seu               |
| Avants     | Troisième ligne centre | So'otala Fa'aso'o, Fritz Lee, Jordan Taufua                                 |
| Arrières   | Demi de mêlée          | Ere Enari, Melani Matavao, Jonathan Taumateine                              |
| Arrières   | Demi d'ouverture       | Christian Lealiifano, Lima Sopoaga                                          |
| Arrières   | Centre                 | Tumua Manu, Duncan Paia'aua, UJ Seuteni                                     |
| Arrières   | Ailier                 | Nigel Ah Wong, Ed Fidow, Neria Fomai (en), Ben Lam                          |
| Arrières   | Arrière                | D'Angelo Leuila, Danny Toala                                                |